# Salé

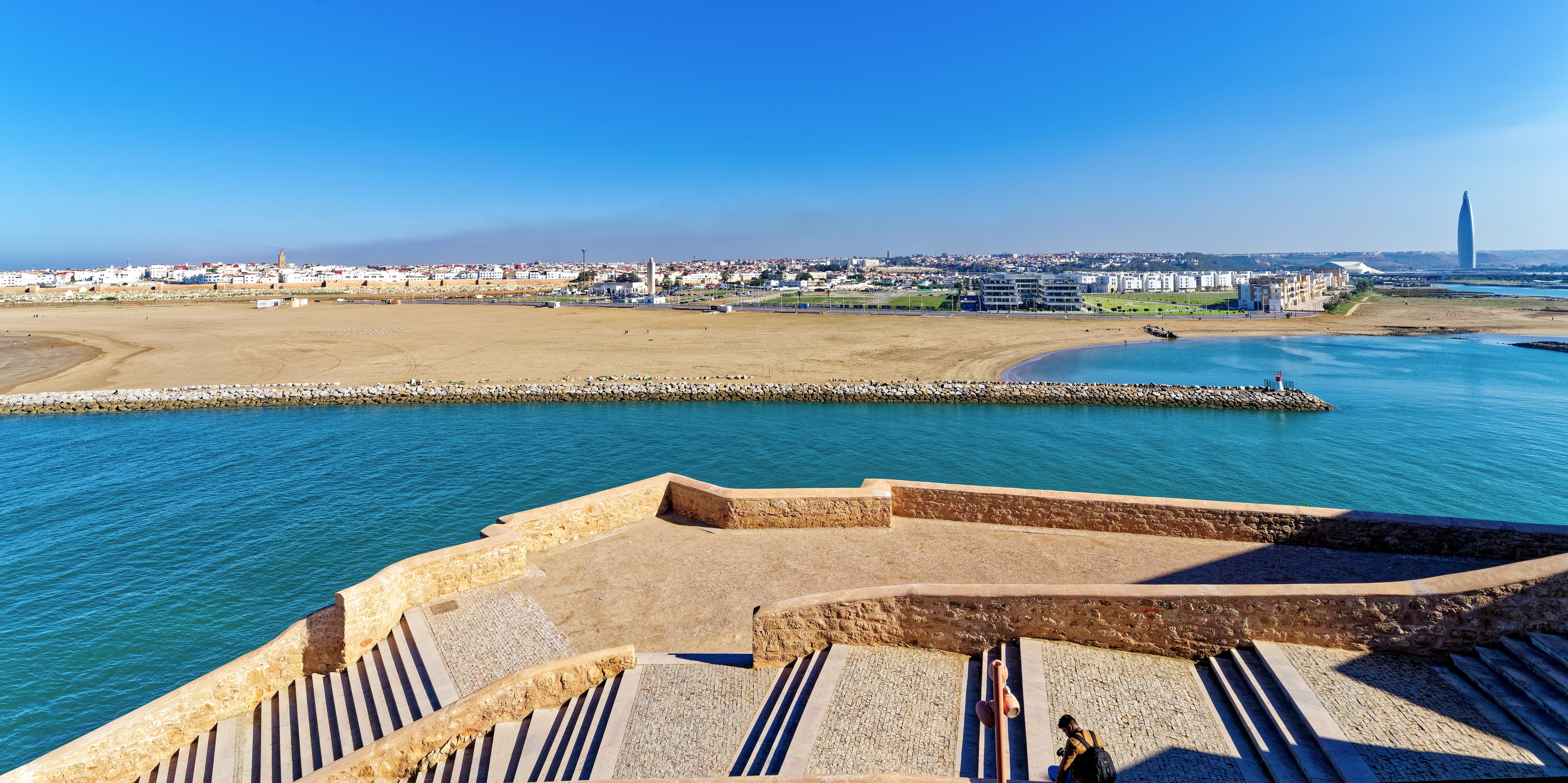
Blick von der Kasbah des Oudaïas in Rabat auf die Silhouette von Salé mit dem 250 m hohen Tour Mohammed VI

Salé (arabisch سلا, DMG Salā, Zentralatlas-Tamazight ⵙⵍⴰ) ist die Nachbarstadt von Rabat auf dem nördlichen Ufer des Bou-Regreg an der Atlantikküste von Marokko. Salé ist Hauptort der gleichnamigen Präfektur innerhalb der Region Rabat-Salé-Kénitra. Der Name leitet sich von der römischen Stadt Sala Colonia her, die am gegenüberliegenden Ufer des Bou-Regreg innerhalb der heutigen Chellah lag. Gegründet Anfang des 11. Jahrhunderts war Salé ab dem 12. Jahrhundert eine bedeutende Handelsstadt und während des gesamten Mittelalters der bedeutendste Atlantikhafen Marokkos. In der ersten Hälfte des 17. Jahrhunderts bildete Salé den Mittelpunkt eines von den Alawiden-Sultanen unabhängigen Piratenstaates. Bis ins 19. Jahrhundert war die Stadt für ihre Islamschulen (Madrasas) und Sufi-Heiligen bekannt. Heute gehört sie zum schnell wachsenden Ballungsgebiet von Rabat, in dem ihre Neubausiedlungen die Rolle als Wohnstadt für Fabrikarbeiter übernehmen.

## Lage
Salé liegt gut 100 km (Fahrtstrecke) auf der Autobahn A 3 nordöstlich von Casablanca und knapp 240 km auf der Autobahn A 1 südlich von Tanger. Das breite Mündungsgebiet des Bou-Regreg stellt an der geradlinigen Atlantikküste einen natürlichen geschützten Hafen dar, dem die Stadt ihre geschichtliche Bedeutung zu verdanken hat. Die Altstadtzentren von Rabat am linken und Salé am rechten Flussufer trennen 3 km Luftlinie; beide Städte liegen auf Felsterrassen oberhalb der Meeresküste. Den Bou-Regreg überquert die Pont Hassan-II (ersetzt seit 2011 die vierspurige, zu Beginn des 21. Jahrhunderts erbaute Straßenbrücke Pont Moulay El Hassan), etwa 2 km von der Küste entfernt, die Straße (Boulevard er Rahba) führt nördlich der Brücke am Jachthafen entlang bis zum östlichen Altstadtrand. Für den Fernverkehr kommen zwei weitere Straßenbrücken einige Kilometer landeinwärts hinzu. Der Flughafen Rabat-Salé befindet sich etwa 6 km östlich des Zentrums.

## Bevölkerungsentwicklung
| Jahr      | 1994    | 2004    | 2014    | 2024    |
| Einwohner | 579.850 | 760.186 | 890.403 | 945.801 |

Ende des 19. Jahrhunderts lebten in Rabat und Salé zusammen etwa 30.000 Menschen. Im Jahr 1912 wurden für Rabat 27.000 und für Salé 19.000 Einwohner geschätzt.
Das Stadtgebiet (commune urbaine) von Salé ist in 5 Arrondissements unterteilt: Bab Lamrissa, Tabriquet, Bettana, Laayayada und Hssaine. Die ersten beiden sind an das neuentstehende Straßenbahnnetz angeschlossen.

## Wirtschaft
Im Mittelalter graste das Vieh von Salé im Norden bis zum Ufer des Sebou, ab dem 19. Jahrhundert gehörte nur noch eine Schwemmlandebene zwischen der Sandküste und einem felsigen Gebiet im Hinterland und etwa 16 km nördlich bis zum Ort Bouknadel zum Weideland der Stadt. Felder mit Baumwolle, später mit Trauben und ab 1900 mit Gemüse wurden in der näheren Umgebung im Flusstal angelegt. Heute wird das flache Hinterland des Bou-Regreg-Beckens ähnlich wie die vom Sebou bewässerte Gharb-Ebene für den Anbau von Getreide, Gemüse und Obstbäumen genutzt. Zugleich gehört der Küstenstreifen ab der 40 km nördlich gelegenen Industriestadt Kénitra bis nach Casablanca im Süden zu den am dichtesten besiedelten Regionen des Landes und verfügt über die stärkste Industrieproduktion Marokkos.

## Geschichte

### Vorgeschichte
Unweit der Atlantikküste, rund fünf Kilometer nordöstlich des Zentrums von Salé, wurde im Jahr 1971 beim Abbau von Sandstein aus einer fossilen Düne von Steinbrucharbeitern der teilweise erhaltene Schädel einer vermutlich erwachsenen Frau geborgen. Diesem Fossil – benannt nach dem Fundort „Salé 1“ – wird ein Alter von 400.000 Jahren zugeschrieben. Aufgrund seiner Beschaffenheit und seines Alters wurde der Fund zunächst Homo erectus zugeschrieben. Jedoch weist der Schädel auch Merkmale auf, die jenen des anatomisch modernen Menschen (Homo sapiens) gleichen, sodass er auch als archäischer Homo sapiens interpretiert wird. Älter datiert als die homininen Funde vom Djebel Irhoud ist der Schädel wie diese ein Beleg dafür, dass das Gebiet des heutigen Marokko bereits in der Zeit des Entstehens der typischen Merkmale von Homo sapiens durch frühen Verwandte der heute lebenden Menschen besiedelt war.

### Antike
Abgesehen von neolithischen Siedlungsspuren am nördlichen Ufer des Bou-Regreg waren die ersten Bewohner im Gebiet nach antiken Berichten Phönizier, die wohl ab dem 8. Jahrhundert v. Chr. einen Flusshafen unterhielten. Der erste nachweisbare Siedlungsplatz geht vermutlich auf die Karthager des 3. Jahrhunderts v. Chr. zurück. Er hieß Sala und befand sich am südlichen Ufer. Dieser Ort wurde von den Römern unter Kaiser Claudius Anfang des 1. Jahrhunderts n. Chr. erobert und unter dem Namen Colonia Sala zur südlichsten Stadt der mauretanischen Provinz erhoben. Plinius der Ältere (um 23–79 n. Chr.) beschrieb Salé als eine von Elefanten bedrohte Wüstenstadt. Die Grundmauern der römischen Siedlung wurden innerhalb der ummauerten mittelalterlichen Nekropole Chellah freigelegt.

### Islamische Zeit
Ein Ort namens Salā von unbekannter Siedlungsgröße wurde im 9. Jahrhundert zur Zeit der Idrisiden erwähnt. Er scheint um diese Zeit bereits islamisiert gewesen zu sein. Nach Ankunft der arabischen Fatimiden bestand am südlichen Flussufer eine islamische Grenzfestung (Ribāt), von der die spätere Stadt Rabat ihren Namen übernahm. Die Kämpfe der Fatimiden an der Westgrenze ihrer eroberten Gebiete waren gegen die lokalen Berberstämme um Salé gerichtet. Im 10. Jahrhundert war Salé der Hauptort der Banu Ifran, eines zu den Zanata gehörenden Berberstammes, dessen Einflussbereich sich bis in die Region um Kasba Tadla und ins Atlasgebirge erstreckte. Für 1030 wird von einer Stadt berichtet, die unter den Almoraviden (1061–1147) und Almohaden (1147–1269) einen bedeutenden Markt und einen überregionalen Seehafen besaß. Was in späteren europäischen Schilderungen als Salé zusammengefasst wurde, bestand zur damaligen Zeit aus drei Teilen: einer alten Stadt am nördlichen Ufer (Salé), einer neuen Siedlung am südlichen Ufer (Rabat) und dort an der Flussmündung eine Kasbah (Kasbah des Oudaias) an der Stelle des früheren Ribat.
In den 1120er Jahren begann in Südmarokko der Aufstand der Almohaden gegen die wegen ihrer Niederlagen auf der iberischen Halbinsel militärisch geschwächten Almoraviden. Im Jahr 1132 besetzte der erste Almohaden-Kalif Abd al-Mu'min (reg. 1130–1163) Salé. 30 Jahre später errichteten die Genuesen in Salé und 1253 in Safi (südlich von Casablanca) Handelsstützpunkte. Konkurrierende Handelsnationen waren Spanien und Portugal. Der Warentausch zwischen Europäern und aus dem Süden kommenden Karawanen brachte den Hafenstädten Wohlstand; mit den aus Andalusien zugewanderten Muslimen gelangte die reiche maurische Kultur an die marokkanische Küste.

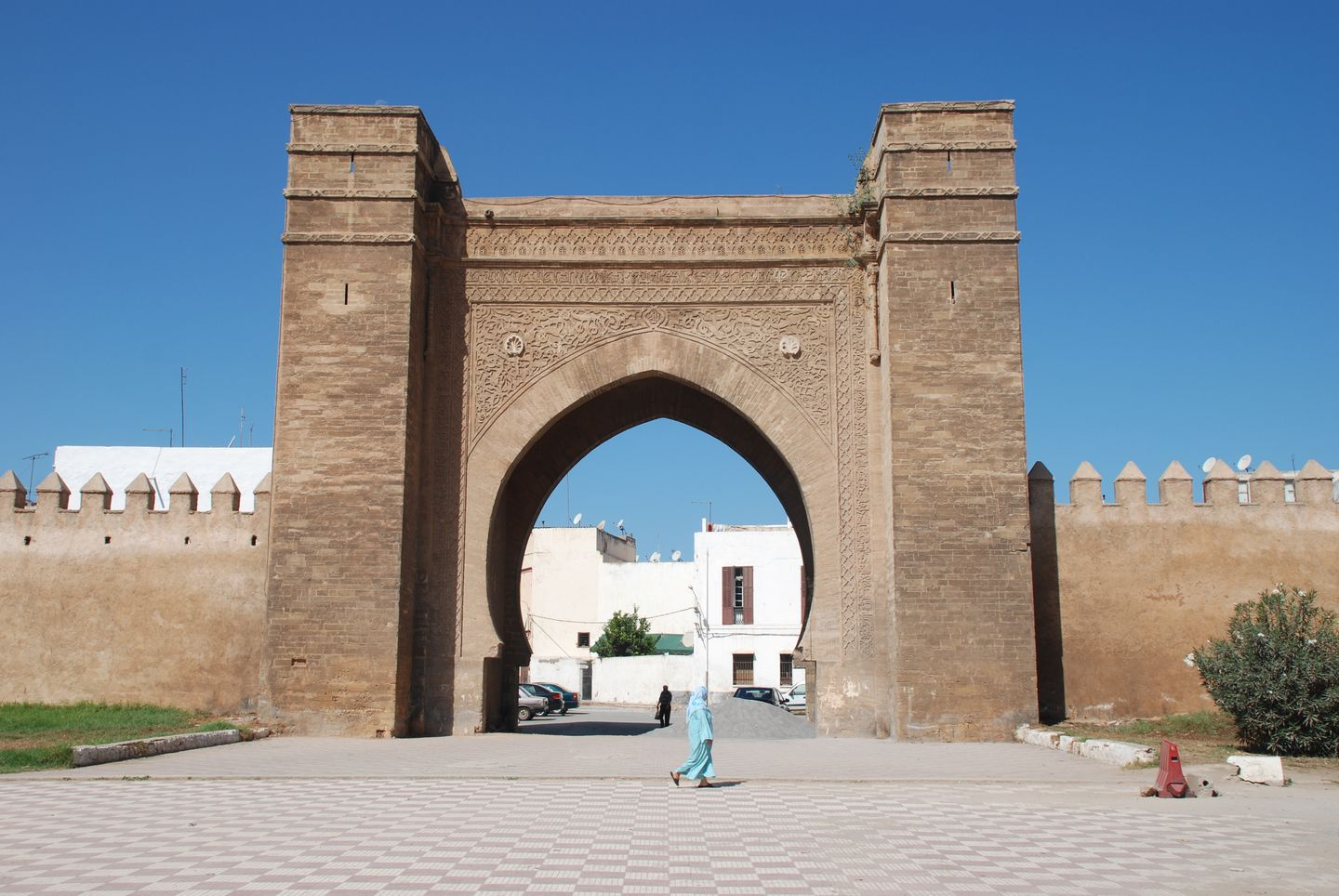
Bab el-Mrisa, Haupttor an der Südostecke. 1260er Jahre

Von Nordosten kommend eroberten ab der Mitte des 13. Jahrhunderts die Meriniden das Almohadenreich. Im Jahr 1248 machten sie Fès zu ihrer Hauptstadt, drei Jahre später dehnten sie ihre Kontrolle bis nach Salé und in den folgenden Jahren bis Sidschilmasa im Südosten aus. Als der erste Merinidensultan Abu Yahya Abu Bakr im Jahr 1258 starb, war ein Großteil Marokkos erobert. Sein Nachfolger Abu Yusuf Yaqub hatte einige Schwierigkeiten mit der weiteren Befriedung des Reiches, unter anderem, weil ihm sein Neffe Yaqub ibn Abdullah den Herrschertitel streitig machte, denn im Jahr 1259 ergriff der Aufständische Besitz von den Nachbarstädten Rabat und Salé und erklärte sie für unabhängig. Um seine Position auszubauen, suchte Yaqub ibn Abdullah Unterstützung bei König Alfonso von Kastilien, der 1260 einen Kreuzzug gegen die Meriniden plante. Für die Spanier schien der Hilferuf des Gouverneurs von Salé zur Unterstützung seiner Revolte eine günstige Gelegenheit, um von dort aus das Christentum weiterzutragen. Alfonso entsandte von Cádiz eine Flotte bestehend aus 37 Schiffen, die Anfang September 1260 Salé erreichte. Den zunächst für Händler gehaltenen Spaniern fiel es leicht, in die Stadt einzudringen, wo sie mordeten, plünderten und Verwüstungen anrichteten. Abu Yusuf Yaqub eilte mit seiner Armee in schnellem Marsch von Taza im Osten zur Befreiung von Salé. Nach zweiwöchiger Belagerung gaben die Spanier auf und zogen, nachdem sie Feuer gelegt hatten, Ende September mit ihren Schiffen ab. Yaqub ibn Abdullah hatte sich schon vorher zu anderen Abtrünnigen seiner Familie in die nördlichen Rifberge zurückgezogen. Die vermutlich beabsichtige Einrichtung eines spanischen Stützpunkts war misslungen. Als Konsequenz daraus wurde die Stadt befestigt.
Erst mit der Einnahme von Marrakesch (1269) durch Abu Yusuf Yaqub war die Herrschaft der Almohaden vollständig beendet. Abu Yusuf Yaqub blieb bis 1271 in Marrakesch. Auf dem Rückweg nach Fès kam er durch Salé, wo er seinen Sohn Abu Yaqub Yusuf (reg. 1286–1307) offiziell zu seinem künftigen Nachfolger ernannte.

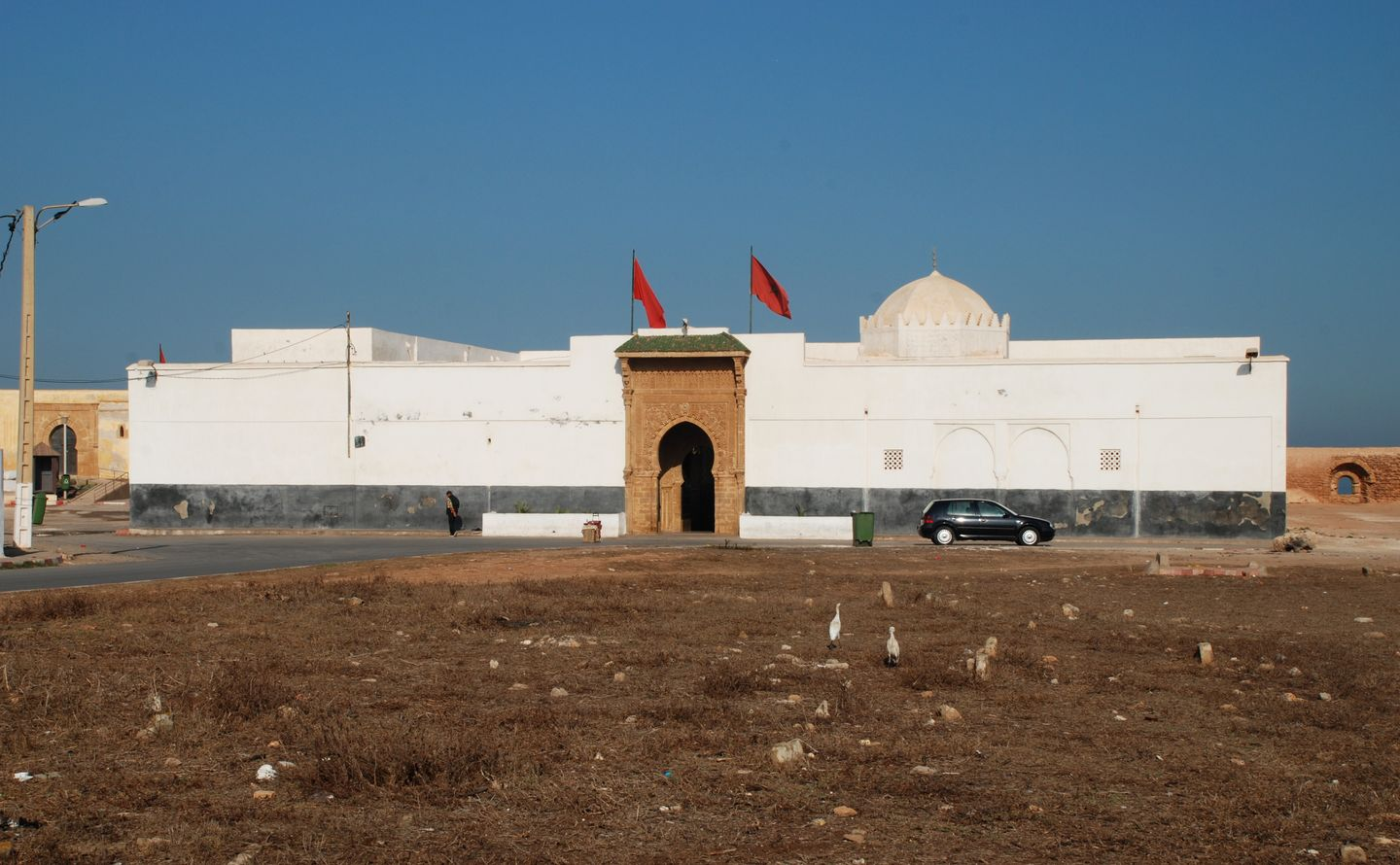
Qubba von Sīdi Aḥmad Ibn ʿĀšir am Westrand der Altstadt

Während der Merinidenzeit wurde Sidi Ahmed ben Aschir (Sīdi Aḥmad Ibn ʿĀšir al-Anṣārī, 1300–1362) als Sufi-Heiliger der Stadt berühmt. Aus ganz Marokko kamen Pilger zu ihm, um seinen Segen (Baraka) zu erhalten. Ben Aschir konnte das raue Meer und Stürme beruhigen, weshalb seine Grabstätte später zu einem Pilgerort für Seefahrer und Piraten wurde. Der beste Schüler ben Aschirs wurde Ibn ʿAbbād (1332–1390) aus dem spanischen Ronda, der nach seiner Ausbildung in der malikitischen Rechtstradition in Tlemcen und Fès nach Salé kam. Er war ein sehr disziplinierter Anhänger des Schādhilīya-Ordens, der nach alter asketischer Tradition nur jeden zweiten Tag Nahrung zu sich nahm. Salé war für ihn ein Ort der Meditation und geistigen Genesung. Um das Jahr 1375 kehrte Ibn ʿAbbād nach Fès zurück, wo er Imam der Qarawiyin-Moschee wurde und die kleine Sammlung von 54 Briefen verfasste, die einen bedeutenden Beitrag zur Schadhiliyya-Mystik darstellen. In seinen Schriften hat der römisch-katholische Priester Miguel Asín Palacios im Jahr 1933 als Erster einen Einfluss auf die christlichen Lehren des Johannes vom Kreuz (1542–1591) gesehen.

### Piratenrepublik Bou-Regreg

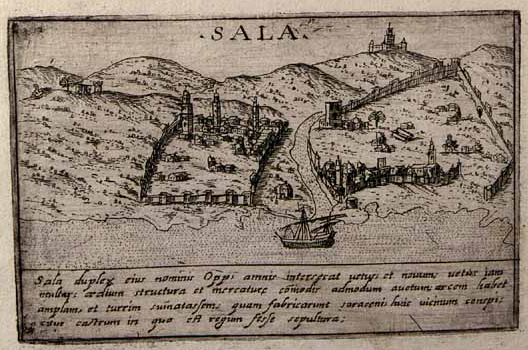
Salé im 17. Jahrhundert

Während der Blütezeit unter den Meriniden und bis ins 19. Jahrhundert tauchten weitere bedeutende Heilige in Salé auf. Ende des 16. Jahrhunderts kam Muhammad al-Ayyaschi (Muḥammad al-ʿAyyāši, 1573–1641), ein Mitglied des arabischen Stammes der Banu Malik in der weiter nördlich an der Küste gelegenen Rharb-Region nach Salé, um dort islamische Studien zu treiben. Sein Lehrer war Sidi Abdallah Ibn Hassun (Mūlāi ʿAbdullāh Bin Ḥassūn, 1515–1604), der später zum Schutzpatron der Stadt wurde und dem zu Ehren jedes Jahr eine Prozession (moussem) stattfindet. Er war nicht besonders gelehrt, doch wurden ihm Wundertaten zugeschrieben, sodass er seinen Lebensunterhalt mit der Anfertigung von Amuletten verdienen konnte. Nach der Legende brachten einige Stammesführer Sidi Abdullah ein Pferd als Geschenk. Daraufhin rief dieser seinen besten Schüler, Muhammad al-Ayyaschi, herbei und beauftragte ihn, ab nun seine Studien draußen im Leben fortzusetzen und mit dem Pferd nach Azemmour zu reiten. Nach einigen Jahren war al-Ayyaschi im Auftrag Sultan Zaydans (Mūlāi Zaidān, reg. 1603–1628) aus der Anfang des 16. Jahrhunderts an die Macht gekommenen Saadier-Dynastie zum dortigen Gouverneur geworden. Von seiner Stellung griff al-Ayyaschi die Spanier im benachbarten El Jadida an und wurde, da er immer mehr Krieger um sich versammelte, zu einem gefährlichen Rivalen für den Sultan. Von dieser Einschätzung konnten zumindest die Spanier den Sultan überzeugen, der als Reaktion im Jahr 1614 eine Armee von Marrakesch lossandte, um al-Ayyaschi in Azemmour zu vernichten. Dieser konnte sich knapp durch Flucht entziehen und ging mit seinen Leuten zurück nach Salé. Dort leitete er im Jahr 1619 das Piraten-Zeitalter ein, erklärte den Europäern den Dschihad und wurde später einer der populärsten Helden der marokkanischen Geschichte. Von Salé aus betätigte sich al-Ayyaschi entlang der Küste bis zu seinem Tod (1641) als Pirat und heiliger Krieger im Kampf gegen Spanier und Portugiesen. Das Umland von Salé und der Küstenstreifen weiter nördlich wurden unter seiner Herrschaft zu einem praktisch unabhängigen Staat muslimischer Korsaren, deren Beuteziele europäische Handelsschiffe waren.
Als Folge der Reconquista waren jahrhundertelang Mauren aus der iberischen Halbinsel zurückgekehrt und in Salé mit offenen Armen empfangen worden. Die letzten Mauren kamen als zwangsweise zum Christentum bekehrte Morisken, die in Massen zwischen 1609 und 1614 nach Marokko vertrieben wurden. Wie ein zeitgenössischer Historiker aus Salé schilderte, machten sich die Neuankömmlinge in der Stadt durch unislamische Verhaltensweisen und Kleidung unbeliebt, weshalb sie in ein eigenes Stadtviertel auf der anderen Flussseite in der Nähe der Kasbah ziehen mussten. Rache gegen die Spanier ließ sie unter al-Ayyaschi zu erbittert kämpfenden Piraten werden.
Einen ungewöhnlichen Zulauf erhielten die Piraten durch den niederländischen Seefahrer Jan Janszoon (um 1570 – um 1641), besser bekannt unter dem arabischen Namen Murad Reis. Zunächst ein Pirat auf eigene Rechnung, der spanische und andere Schiffe kaperte, verschlug es ihn von seinem vorigen Stützpunkt Algier 1619 nach Salé, wo er zum amīr al-bahr der Piratenflotte aufstieg. 1623 ernannte ihn Sultan Mulai Ziden (reg. 1608–1623) zum Gouverneur von Salé. Vermutlich war es keine echte Ernennung des Sultans, sondern nur die Bestätigung einer vollendeten Tatsache, um den äußeren Anschein des Souveräns zu wahren. Der zum Islam übergetretene Holländer erhielt 1624 zur Festigung der Beziehung eine Tochter des Sultans als seine dritte Frau. Der Verkauf gestohlener Waren, sonstige Handelsgeschäfte und Hafenzölle verhalfen Murad Reis und der Stadt zu großem Wohlstand. Auch der Sklavenhandel war von wirtschaftlicher Bedeutung (Robinson Crusoe, Held im gleichnamigen Roman von Daniel Defoe, verbrachte in der Fiktion zwei Jahre in Salé als Sklave von Piraten). Ab 1627 verschlechterten sich für ihn die politischen Verhältnisse, da die Führung der Kasbah die unabhängige Republik Bou-Regreg gründete. Deshalb verlagerte er seine Basis wieder nach Algier und verstärkte seine Piratenzüge auf See. Die Sklavenraubzüge führten unter anderem an die englische Südküste, nach Irland, Portugal, Reykjavík (Island) und Neufundland, wo zahlreiche Menschen in die Sklaverei entführt wurden. Von Salé wurden die meisten der Entführten in die zum Osmanischen Reich gehörenden Städte Algier und Tunis weiterverkauft.

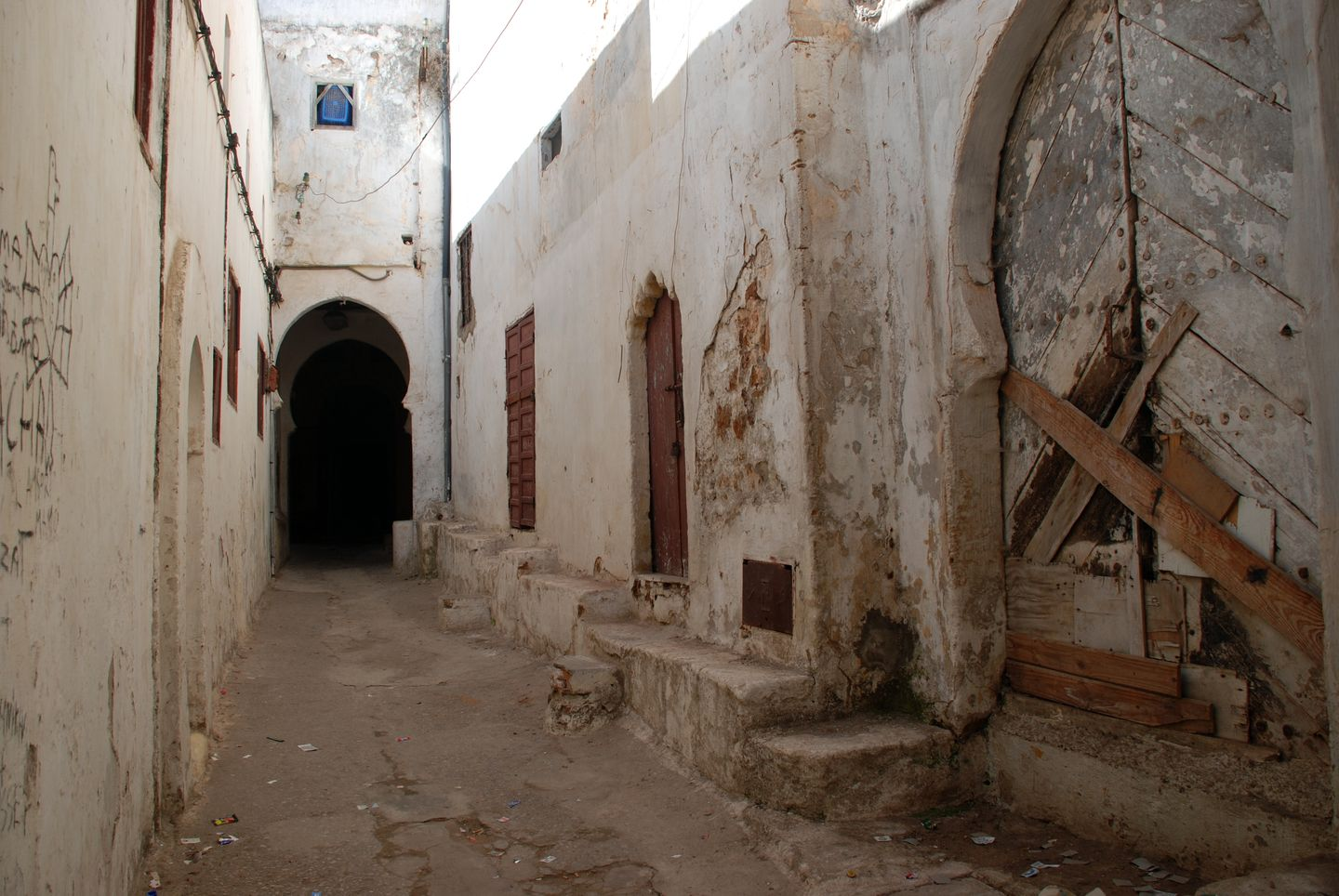
Typisch enge Sackgasse im Wohngebiet der Medina im Westen der Altstadt

Es gab für die Republik zwei Gemeindevorsteher (Alcaldes), einen Gemeinderat (Dīwān), sowie einen Flottenkommandanten. Was die unterschiedlichen Gruppen in der Republik Bou-Regreg anfangs einte, war der Dschihad gegen die Spanier, die Piraterie und der Aufstand gegen den Sultan. Die dritte Machtbasis im instabilen Abhängigkeitsverhältnis stellte die Kasbah dar, die zum wohl bestimmenden Zentrum der städtischen Republik wurde. Al-Ayyaschi etablierte in Salé seine politische und geistliche Autorität als Anführer. Er ließ sich zwei Festungen außerhalb der Stadtmauer erbauen, die durch einen Tunnel mit seinem Palast innerhalb verbunden waren. Mehrfach verweigerten die Andalusier in Rabat al-Ayyashi ihren Gehorsam, worauf dieser von seinen Festungen in Salé das Kanonenfeuer Richtung Rabat eröffnen ließ. Die zwei Städte der Barbareskenrepublik Bou-Regreg führten während al-Ayyaschis Zeit mehrfach Krieg gegeneinander und blieben auch später politisch uneins. Aus dieser Zeit hat sich bis heute die Vorstellung einer Rivalität zwischen beiden erhalten. 1631 fühlte sich al-Ayyaschi von den Andalusiern betrogen, weshalb er Rabat bis zum Oktober 1632 belagerte. Der Frieden währte bis 1636, als die Andalusier erfolgreich die Kasbah angriffen und die vollständige Kontrolle über die südliche Flussseite erlangten. In militärisch gestärkter Position begannen sie, Salé zu belagern. Der Erfolg wurde ihnen durch eine englische Flotte unter Admiral Thomas Rainsborough (1610–1648) genommen. Deren Kanonenfeuer beendete im April 1637 die Belagerung. Als später im selben Jahr der Sufi al-Ayyashi erneut die Andalusier angriff, suchten diese Unterstützung bei einem rivalisierenden Sufi, den sie in Muhammad al-Hajj (Muḥammad al-Ḥāǧǧ; † 1671) fanden. Dessen Großvater hatte im Mittleren Atlas unter Sanhādscha-Berbern den Sufi-Orden der Dilaiyya (Dilāʾiyya) gegründet, der bedeutendsten Oppositionsbewegung gegen die Saadier. Muhammad al-Hajj funktionierte den Orden zu einer Armee im Kampf gegen den Sultan um. 1640 eroberte er die Stadt Meknès, die zum Einflussbereich von al-Ayyaschi gehörte. Nach weiteren Gefechten in der Gegend wurde al-Ayyaschi im April 1641 am Sebou getötet und seine Gefolgsleute zerstreuten sich.
Unmittelbar danach eroberten die Dilaiyyas Fès und den begehrten Hafen Salé, den Muhammad al-Hajj dann für zehn Jahre kontrollierte. In dieser Zeit ließen sich europäische Händler in der Stadt nieder. 1651 ging die Herrschaft über den Stadtstaat auf Muhammads Sohn Abdullah über. Es wurden Handelsverträge mit den Niederländern geschlossen, die keine Einwände hatten, dass die Piraten weiterhin mit ihren Fusten die Schiffe der mit ihnen verfeindeten Spanier überfielen. Die Republik Bou-Regreg bestand als politische Einheit unter der Herrschaft der Dilaiyya fort, bis der in der Kasbah residierende Abdullah im Juni 1660 durch einen Aufstand der Andalusier umlagert wurde und ein Jahr später seine Stellung aufgeben musste. 1668 beendete der erste alawidische Sultan Mulai ar-Raschid vollends die Unabhängigkeit der Stadt.

### Vom Alawidenreich bis zur Gegenwart
Immer höhere Tributforderungen machten die Piraterie bald unrentabel, die in ihrer großen Zeit die Meere von Nordafrika bis Island und Neufundland unsicher gemacht hatte. Piratenüberfälle gegen Handelsschiffe wurden dennoch auch im 18. Jahrhundert fortgesetzt, was zur Folge hatte, dass mehrmals englische und französische Schiffe die Stadt beschossen. Nach dem Tod des zweiten Alawidensultans Mulai Ismail 1727 brachen im Land Unruhen aus, die den Einheitsstaat beendeten. Zwischen Salé und Rabat gab es wieder Gefechte, da beide Städte einen anderen Sohn Ismails im Thronfolgekrieg unterstützten. 1755 richtete ein Erdbeben große Schäden an. Anfang des 19. Jahrhunderts endete die Piraterie und Salé verlor seine Bedeutung. In einer Zeit des ökonomischen und politischen Wandels verarmten die meisten Einwohner, während Rabat durch den Seehandel mit Europa ein wirtschaftliches Wachstum erlebte.
Während der wiederholten kriegerischen Auseinandersetzungen zwischen Frankreich und Marokko, die im Gefolge der französischen Kolonisation Algeriens stattfanden, wurde die Stadt am 26. und 27. November 1851 von einer französischen Flottille bombardiert und erlitt erhebliche Schäden. Bei einer Cholera-Epidemie starben 1854 in Rabat und Salé etwa 6000 Menschen. Zwischen 1830 und 1910 war die ummauerte Stadt Salé im Durchschnitt alle vier Jahre von Unruhen im Hinterland, Epidemien und Hungersnöten betroffen. Im 19. Jahrhundert ankerten nur noch kleinere Schiffe in dem von den Meriniden im 13. Jahrhundert gebauten Flusshafen; alle Verladeanlagen und Zollgebäude befanden sich auf der Seite von Rabat, weshalb sich dort praktisch der gesamte Handel abspielte.
Um 1900 war knapp die Hälfte des Hinterlandes von Salé von Wald bedeckt, etwa ein Viertel wurde landwirtschaftlich genutzt. Die Umfassungsmauer war auch an der Innenseite von bewässerten Gärten umgeben, die im 19. Jahrhundert ein Drittel der Stadtfläche ausmachten. Ab den 1880er Jahren wurden die Gärten, etwa 35 Hektar, allmählich von Wohnhäusern überbaut. 1930 waren die meisten Gärten in Wohn- und Geschäftsviertel umgewandelt, heute ist nur noch ein geringer Rest Grünland an der Stadtmauer vorhanden.

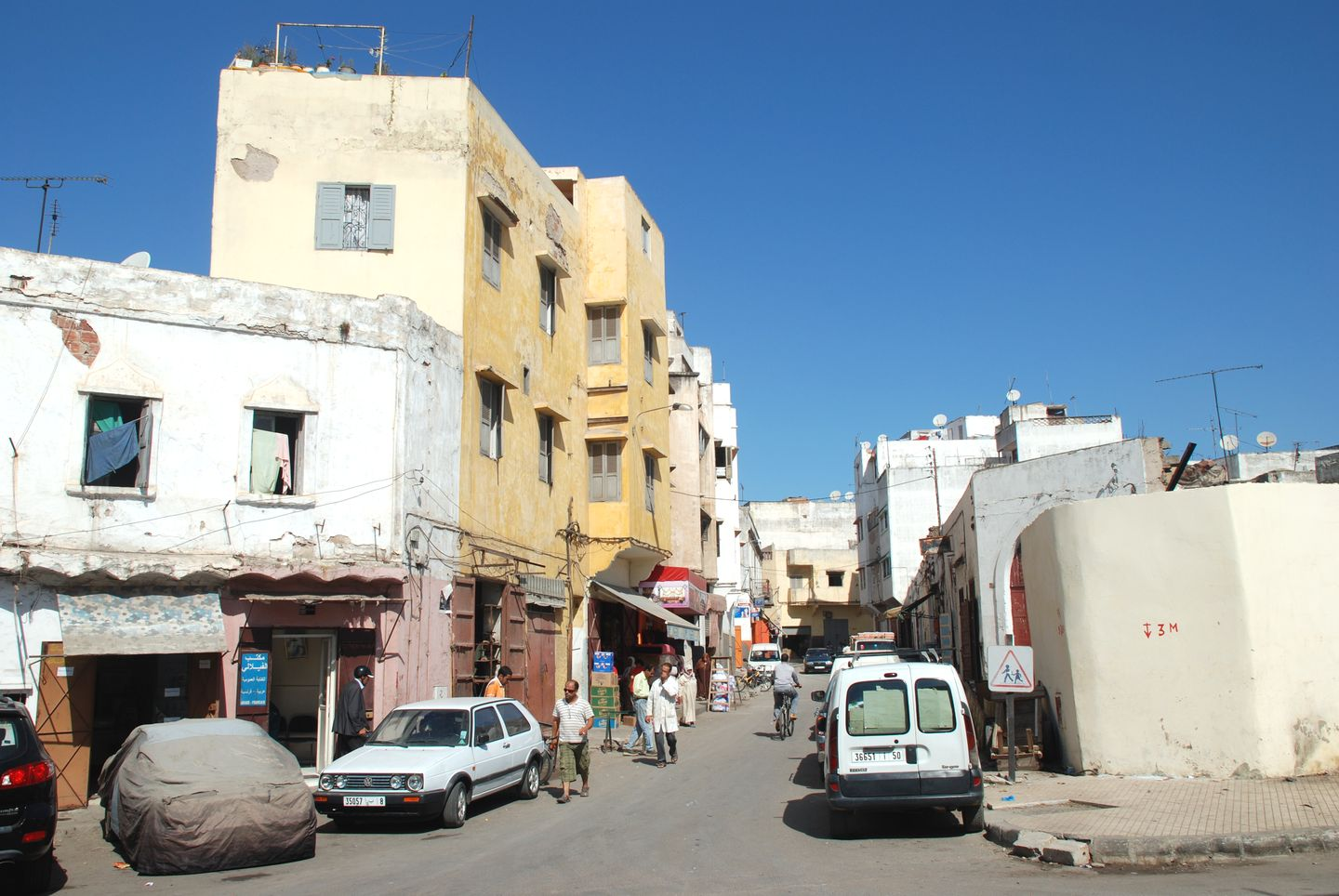
Gerade Straßen im Südosten der Altstadt. Bereich der ehemaligen Mellah

In der Geschichte von Salé spielten die Juden eine große Rolle. Die älteste jüdische Gruppe, die in Afrika alteingesessenen Toschavim, siedelte möglicherweise bereits in vorislamischer Zeit in Salé. Von der Iberischen Halbinsel kamen seit Ende des 15. Jahrhunderts zusammen mit den christianisierten Morisken vertriebene Juden (Megoraschim) und jüdische Händler aus Westeuropa (Sephardim), die sich überwiegend in Rabat niedergelassen haben dürften. Die Juden lebten mehr oder weniger verstreut zwischen den muslimischen Vierteln. Ab 1807 zog die jüdische Gemeinde von ihren bisher „alte Mellah“ genannten Wohngebieten in eine separate neue Mellah im Südosten. Bei ihrer Einrichtung besaß dieses Judenviertel etwa 200 Häuser, 20 Einkaufsläden und einige Synagogen, die sich an der Durchgangsstraße zwischen dem Tor Richtung Medina und dem breiten Tor (Bab el-Mrisa) am alten Hafen reihten. Nachts schloss man die Tore.
1911 wurde Salé von den Franzosen besetzt und erlebte als stiller Handwerkerort, wie Rabat zur Hauptstadt des Protektorats Französisch-Marokko erklärt wurde. Die französische Politik marginalisierte Salé. Eine Wende – und die dritte Phase in der Stadtentwicklung des 20. Jahrhunderts – trat erst nach dem Ende der Kolonialzeit (1956) mit der Landflucht ein, die Dörfler aus wirtschaftlich benachteiligten Regionen in die Städte trieb.

## Stadtbild
Die Einwohnerzahl betrug 1994 nach der Volkszählung 631.803, bei der Volkszählung 2004 waren es 823.485. Für 2011 wurden 933.910 Einwohner berechnet.

### Altstadt
Die alte Stadtmauer mit acht Toren umschreibt ein in Ost-West-Richtung ausgedehntes Rechteck von etwa 1600 × 800 Metern. Das aus Richtung Rabat kommend erste Stadttor an der Südostecke ist das unter dem Merinidensultan Abu Yusuf Yaqub in den 1260er Jahren erbaute Bab el-Mrisa. Das von zwei rechteckigen Türmen flankierte Portal besitzt mit sieben Metern Höhe den größten Hufeisenbogen des Landes. Durch dieses Tor wurden die Waren von und zum alten Piratenhafen transportiert, der sich dahinter, innerhalb der Stadtmauern befand. Kleine Schiffe konnten durch ein nahegelegenes Hafentor (Bab el-Bahr) in der Südmauer passieren. Der mittelalterliche Hafen versandete allmählich und wurde im 19. Jahrhundert aufgefüllt, um an seiner Stelle die neue Mellah mit geraden Straßenzügen anzulegen.
Westlich beginnen die verwinkelten Gassen der Medina und der Händlerviertel (Suqs). Hierzu gehört das früher nachts verschlossene Viertel Kissaria an der Rue Bab el-Khebaz mit dem Suq Merzouk, in dem Schmuck und Seidenstoffe gehandelt werden. Im Suq el-Kebir, dem „großen Markt“, wurden früher Sklaven verkauft; heute sind es Teppiche, Korbwaren und Holzschnitzereien. Höchster Punkt der Altstadt im Zentrum des alten Wohnviertels ist die Große Moschee, deren erster Bau von den Almohaden zwischen 1163 und 1184 errichtet wurde und zu welcher von der alten Mellah eine gerade Straße (Rue de la Grande Mosquée) hinaufführt. Moschee und Minarett wurden mehrfach umgebaut, zuletzt in den 1960er Jahren. Vor der Moschee liegt an einem kleinen freien Platz die um 1340 erbaute Medersa von Sultan Abu al-Hassan. Ihren Innenhof zieren an den Wänden Mosaikfliesen und florale Stuckverzierungen, Marmorkapitelle an den Säulen und an den oberen Wandbereichen Schnitzereien aus schwarzem Zedernholz. Unweit befinden sich zwei Sufi-Pilgerorte, die Zawiya Ahmad at-Tidschānī des Tidschani-Ordens und die Qubba (Mausoleum) des Sidi Abdallah Ibn Hassun, des Schutzheiligen der Stadt.
Von den breiten Straßen waren früher nur die öffentlichen Gebäude zugänglich, es führten aber keine Eingänge in die Privathäuser, die über ein verzweigtes System von schmalen Sackgassen zu erreichen waren. In einem typischen Wohnhaus folgt hinter der Eingangstür ein Raum, von dem ein Korridor zum Innenhof führt. Dieser ist an drei oder vier Seiten von schmalen hohen Räumen mit breiten Türen zum Hof umgeben.

### Salé als Pilgerzentrum

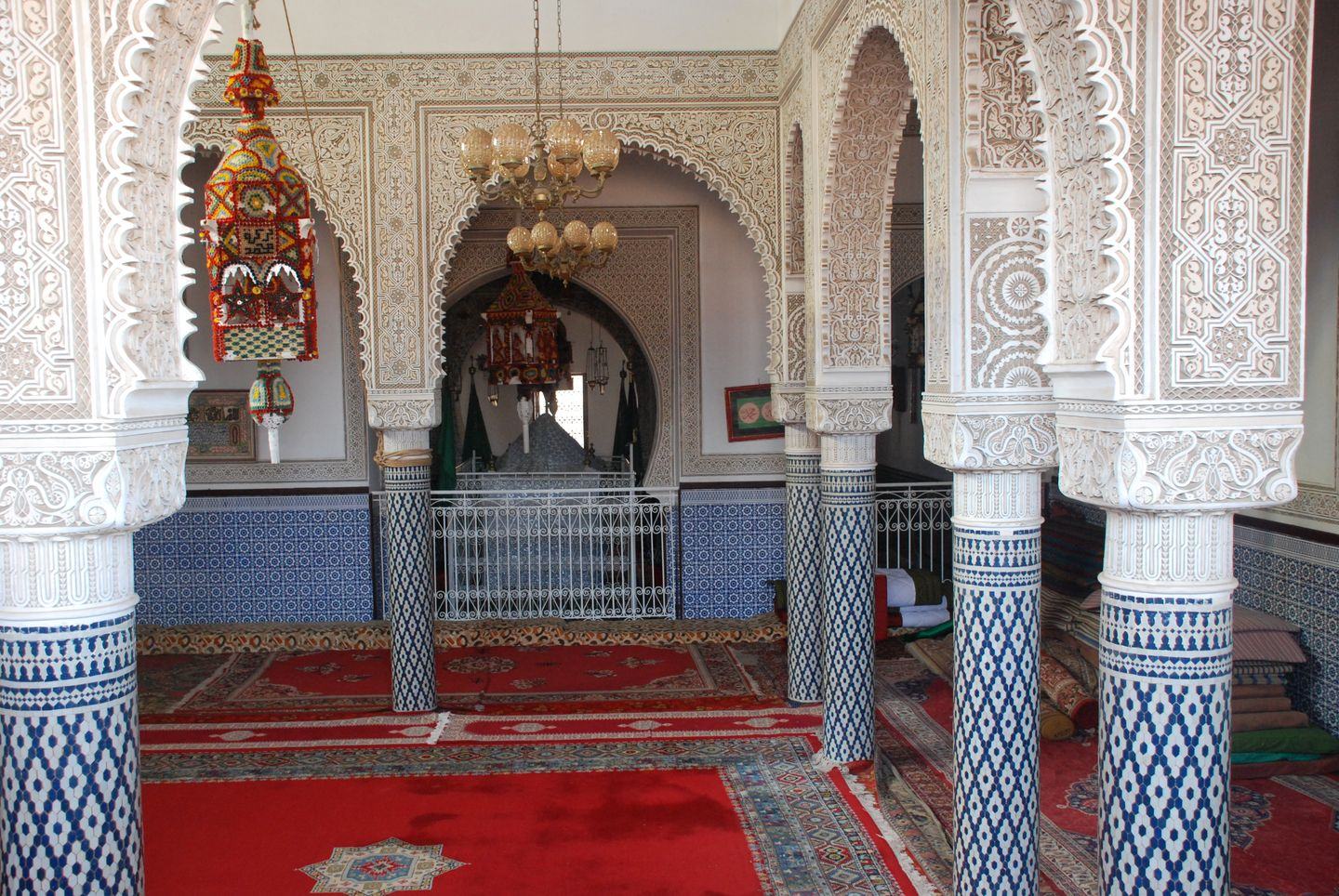
Nebenraum im Mausoleum von Sidi Abdallah Ibn Hassun mit zwei von der Decke hängenden Wachslaternen. Im Hintergrund sein Kenotaph (arabisch tābūt)

Bedeutende Pilgerzentren sind üblicherweise außerhalb der Stadtmauern von einem Ring von Friedhöfen umgeben. Eine Besonderheit von Salé ist der große Friedhof innerhalb der Mauern im Westen der Altstadt, der sich um die Qubba von Sidi Ahmed ben Aschir (Aḥmad Ibn ʿĀšir al-Anṣārī; † 1362) auf knapp einem Viertel der Fläche ausbreitet. Der aus dem südspanischen Ort Jimena de la Frontera stammende Islamgelehrte wurde bereits zu Lebzeiten wegen seiner asketischen Lebensweise als Marabout verehrt. Er sammelte einige Schüler um sich, die wie er ihren Lebensunterhalt mit dem Kopieren islamischer Schriften verdienten. Sein Grabbau ist das Pilgerziel von Menschen der unteren Schichten, die sich durch die übertragene Segenskraft Baraka Heilung von Geisteskrankheiten erwarten.
Jedes Jahr am 11. Rabīʿ al-awwal, dem Vorabend von Mohammeds Geburtstag (Mawlid an-Nabi), findet in Salé eine Kerzenprozession statt, die französisch procession des cierges oder moussem des cierges und arabisch maukib aš-šumūʿ oder daur aš-sumūʿ genannt wird. Die Prozession bildet den Auftakt für ein einwöchiges Pilgerfest (moussem) mit weiteren Veranstaltungen in einem kleineren Rahmen. Die Straßen von Salé werden mit roten und grünen Fahnen geschmückt. Der Prozessionsmarsch wird von den örtlichen Scherifen unter Leitung ihres Vorsitzenden (naqīb) angeführt, gefolgt von einem tragbaren Gestell mit dem Stoffüberwurf (kiswa) vom Versammlungshaus (zāwiya) mit dem Grabmal ihres verehrten Ahnen, Sidi Abdallah Ibn Hassun. Dahinter folgen Koranlehrer (fuqahāʾ, Plural von faqīh, vgl. Fiqh), die hölzerne Schrifttafeln tragen, und ein Junge auf einer Schimmelstute, der zuvor bei einem Koranrezitations-Wettbewerb den ersten Preis gewonnen hat. Im Zentrum stehen die Wachslaternen. Diese sind aus einem bis zu zwei Meter langen Holzgerüst gefertigt, an dem unzählige verschiedenfarbige Wachsröllchen befestigt werden. Die schönsten Kerzen werden im Mausoleum von Sidi Abdullah aufbewahrt. Vom Suq im Altstadtzentrum zieht die Prozession in die Mellah, weiter zur Madrasa Abu al-Hassan, zur Großen Moschee, vorbei an den Heiligengräbern von Sidi Ahmed ben Aschir und Sidi Ahmed Hidschi und bis zur Endstation an der Zawiya von Sidi Abdullah, wo die kiswa über dessen Kenotaph gebreitet wird. Neben der religiösen Symbolik verstärkt sich seit den 1980er Jahren bei der Veranstaltung der Charakter eines Touristenspektakels.

### Neustadtentwicklung

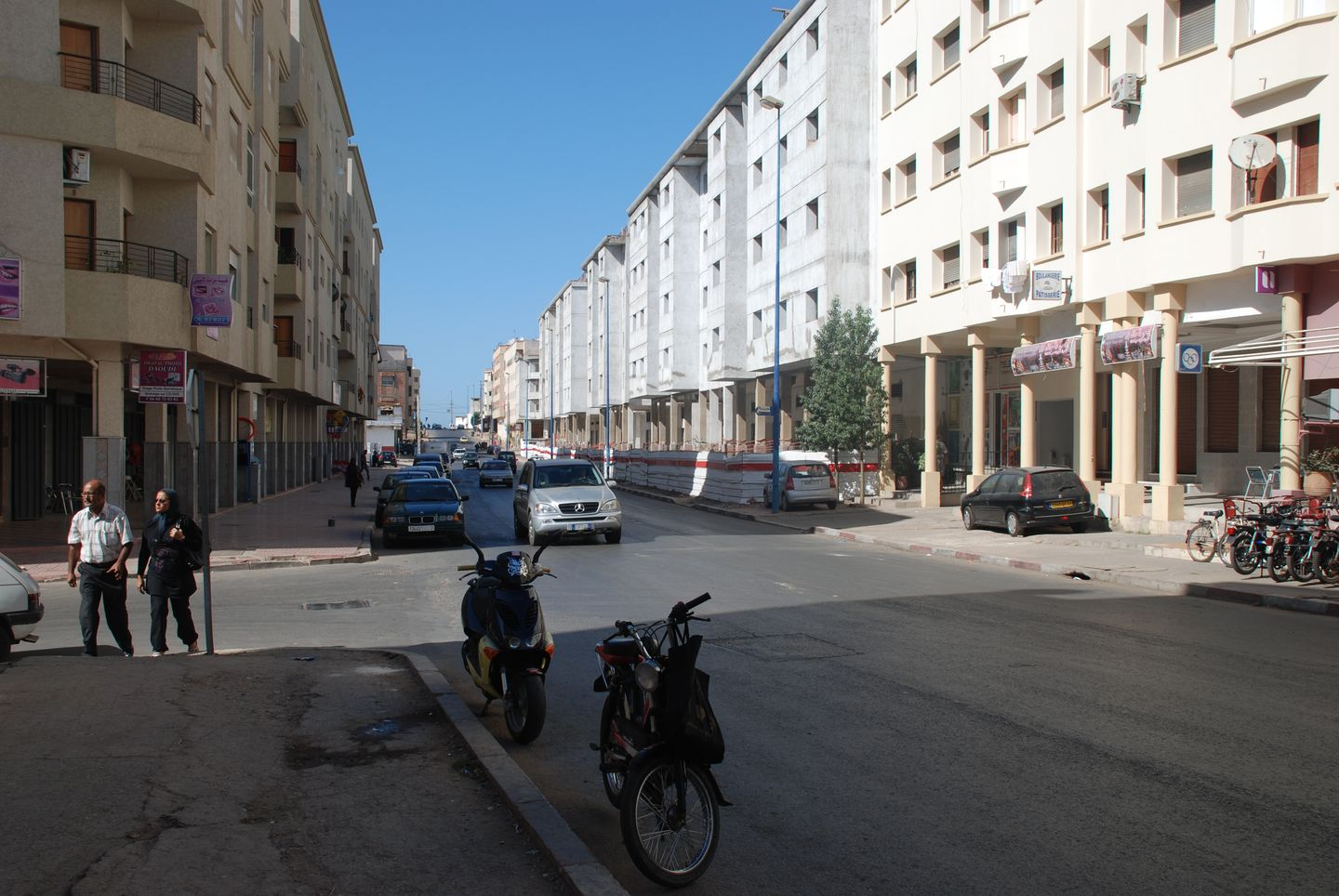
Monotones Neubaugebiet Sidi Moussa, etwa drei Kilometer nördlich der Altstadt

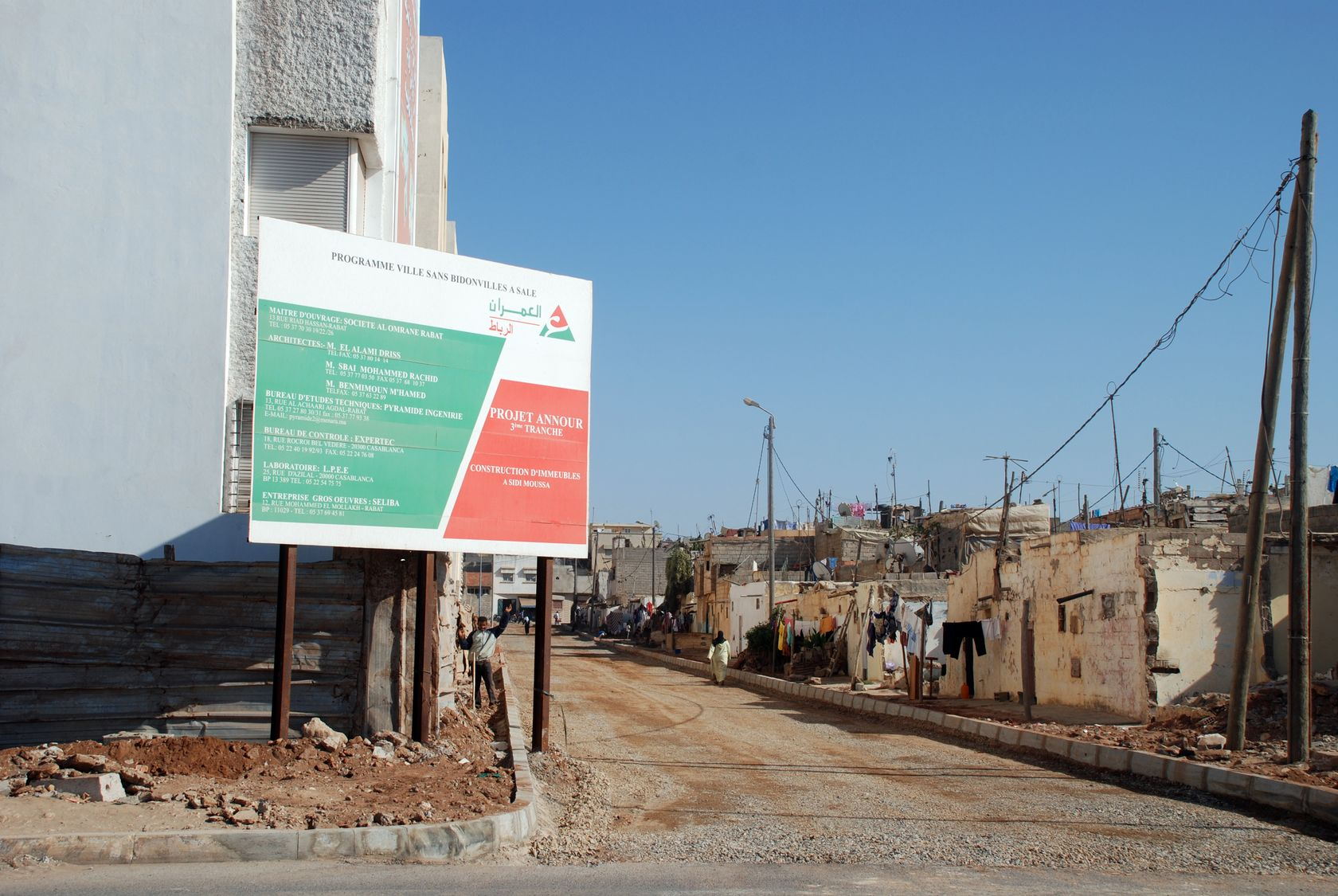
Stadtentwicklungsprogramm in Sidi Moussa. Geschrumpftes Slumgebiet gegenüber von 2010 entstandenen Neubauten

Vor dem nördlichen Tor an der Ostmauer, dem Bab Fès, fahren am großen Place Hassan Stadtbusse in alle Richtungen ab. Der Platz ist Kreuzungspunkt der Ausfallstraßen Richtung Kenitra (Norden), Rabat (Süden) und Meknès (Osten). Wenige hundert Meter nördlich befindet sich der Bahnhof der Stadt. Knapp drei Kilometer nach Osten auf der Straße im Flusstal ist das Dorf Oulja mit dem Töpferviertel (Complexe des Potiers) zu erreichen. Hier werden mit traditionellen Methoden in großen Brennöfen Tonwaren für den täglichen Bedarf hergestellt.
Während des französischen Protektorats entstand in Rabat eine ausgedehnte Neustadt mit typischen prächtigen Kolonialhäusern, das entsprechend geplante Viertel in Salé beschränkte sich dagegen auf einen schmalen Streifen am Rand der Altstadt. Ab den 1950er Jahren wurden gemäß einem sozialen Wohnungsbauprogramm mehrere Stadtviertel mit Häuserblocks für die unteren Bevölkerungsschichten errichtet. In der Innenstadt durften keine Slums entstehen, illegale Wohngebiete (französisch bidonvilles) entstanden daher landeinwärts und Richtung Norden. Zwischen den 1980er Jahren und der Jahrtausendwende waren die illegal gebauten Häuser für über die Hälfte des städtischen Wachstums verantwortlich. Salé entwickelte sich durch die Neubauviertel immer mehr zur Schlafstadt für Arbeiter, die im industriellen Zentrum Rabat beschäftigt sind. Industrie, Handel und Dienstleistungen bilden die wirtschaftliche Grundlage der Stadt.
Das sich entlang der Küste nach Norden ausdehnende Wohnmischgebiet mit endlos langen Häuserreihen heißt Sidi Moussa, östlich der Bahnlinie liegen das inhomogene Unterschichtsviertel Tabriquet und weiter außerhalb Hay Salam, eine nach einem Entwicklungsprogramm entstandene Wohnstadt für die Mittelschicht. Layada ist ein Slumgebiet. Auch in Sidi Moussa gibt es noch ein Slumgebiet, in dem unter anderem einfache Handwerksbetriebe alte Eisenbleche zu Haushaltsgegenständen recyclen. Durch das Entwicklungsprojekt Programme ville sans bidonvilles à salé, mit dem Slumbehausungen abgerissen und durch drei- bis fünfgeschossige Wohnblocks ersetzt werden, war der Slum von Sidi Moussa Ende 2010 bis auf wenige hundert Quadratmeter geschrumpft.
Sala al-Jadida („Neues Salé“) ist ein 1994 geplantes kompaktes Viertel für 200.000 Wohneinheiten in großen Wohnblocks mehrere Kilometer östlich der Stadt. Diese städtische Wohnsiedlung im Grünen gehört zur gleichnamigen Präfektur, die auch die ländlichen Gebiete dort umfasst.
Zwischen Altstadthügel und Fluss erstreckt sich eine 700 bis 900 Meter breite Ebene knapp über dem Meeresspiegel, die am besten von der Kasbah des Oudaias auf der Seite von Rabat zu überblicken ist. In der Nähe der Kasbah besteht für Fußgänger die Möglichkeit, mit einem Ruderboot ans andere Ufer überzusetzen. Das ehrgeizige Bab el-Bahr-Projekt soll diese Ebene im Flusstal, bis in die 1990er Jahre unbesiedeltes Ödland, vollständig umgestalten und die beiden Städte miteinander verbinden. Das Bauprojekt auf einer Fläche von 6000 Hektar wurde vom Architekturbüro Foster + Partners geplant. Es besteht im östlichen innerstädtischen Bereich aus einem gehobenen Wohn- und Geschäftsviertel (Cité des arts et métiers), das auch ein Vier-Sterne-Hotel und Kunstgalerien enthalten soll. Ende 2010 war ein großer Teil der Häuser im Rohbau fertiggestellt. Das Projekt wird getragen von der Bab Al Bahr Development Company, die auf einer Vereinbarung zwischen der marokkanischen staatlichen Organisation l'Agence pour l'aménagement de la vallée du Bouregreg und von Al Maabar International Investments basiert. Al Maabar ist ein Konsortium von sechs Privatunternehmen aus den Arabischen Emiraten.

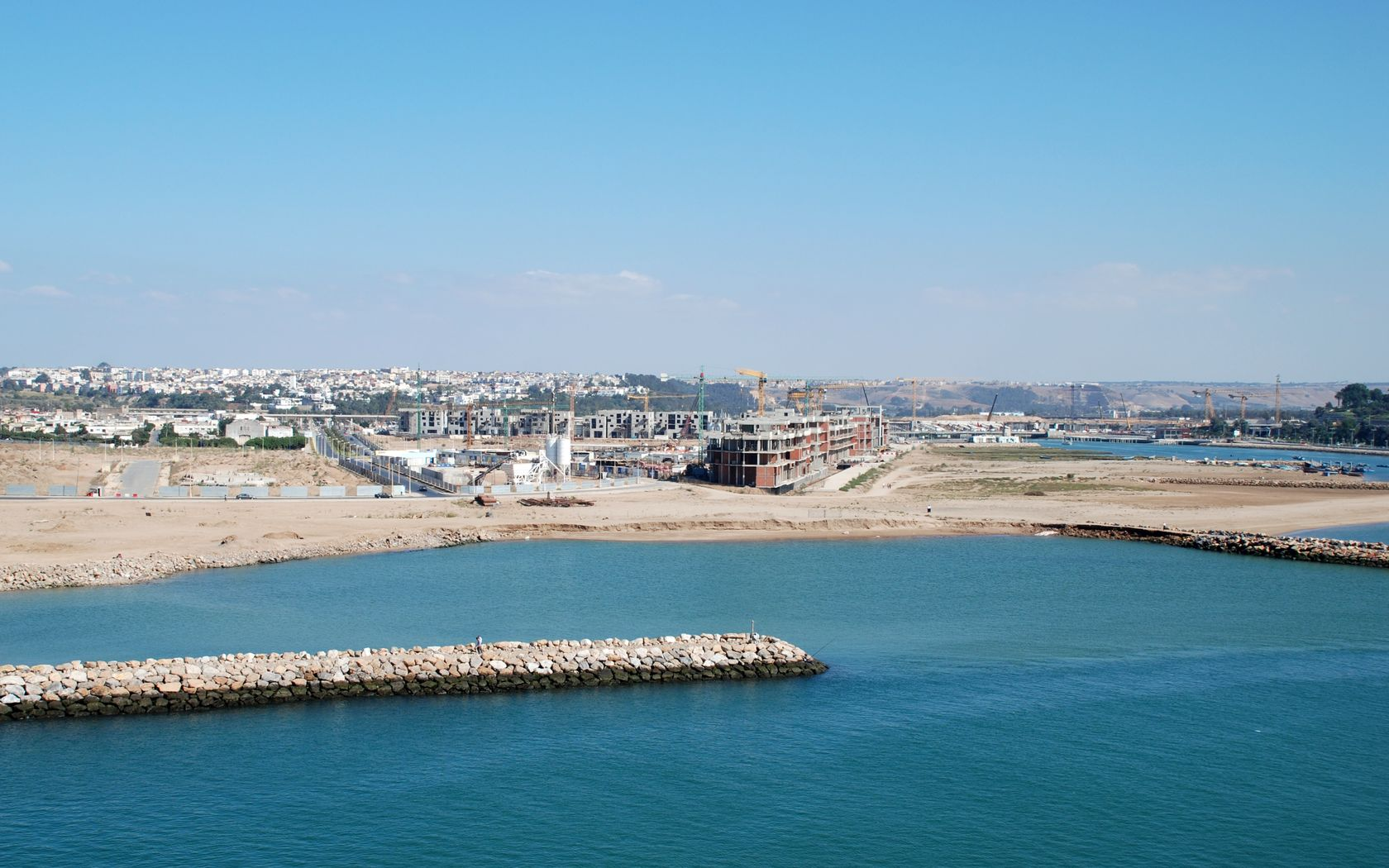
Bab el-Bahr-Projekt im September 2010: Die Hauptstraßen zur Gliederung der einzelnen Segmente sind angelegt. Blick von der Kasbah des Oudaias nach Osten

Das westlich angrenzende geplante Quartier de la Culture soll auf einer dreieckigen Fläche am Flussufer als architektonischer Höhepunkt des gesamten Projekts ein großes Theater mit 2050 Sitzplätzen in einem futuristisch geschwungenen Design beinhalten sowie ein Auditorium mit 520 Sitzplätzen und ein Freilufttheater für 7000 Besucher. Nördlich davon ist bis zum Friedhof unterhalb der Altstadtmauer ein weiteres Wohnquartier (Quartier central) geplant. Direkt an der Mündung des Bou-Regreg soll ein zweiter Bootshafen entstehen. Das Bab el-Bahr-Projekt umfasst außer diesen Schaustücken zwischen beiden Innenstädten auch die teilweise Bebauung des bisher landwirtschaftlich genutzten Flusstales mehrere Kilometer weit ins Landesinnere.
Im Dezember 2007 war offizieller Baubeginn für die Tramway Rabat-Salé, eine Straßenbahn, die in zwei Linien mit 20 Kilometern Länge den Ballungsraum Rabat-Salé erschließt. Betreibergesellschaft ist die Société du Tramway de Rabat–Salé (STRS), das Kernstück der Anlage ist die Straßenbahnbrücke über den Bou-Regreg. Im Mai 2011 wurde das Netz in Betrieb genommen.
In den Jahren 2017–2023 entstand außerhalb der Altstadt am Ufer des Bou-Regreg, der vom Milliardär Othman Benjelloun finanzierte Tour Mohammed VI., ein 250 m hoher und für das Stadtbild bedeutsamer Wolkenkratzer mit Hotel, Büros und Wohnungen.

## Kultur und Natur
Seit 2004 wird hier jährlich das Festival international du film de femmes de Salé veranstaltet. Das internationale Filmfestival widmet sich Filmen, die von Frauen gedreht wurden.
Wenige Kilometer nördlich von Salé liegt der botanische Garten Jardins Exotiques de Bouknadel.

## Söhne und Töchter der Stadt
- Aḥmad al-Nāṣirī al-Salāwī (1835–1897), Autor
- Mohammed Aouad (1922–2007), Politiker und Diplomat
- Majid Bekkas (* 1957), Musiker
- Mohammed Khallouk (* 1971), Islamwissenschaftler
- Abdellah Taïa (* 1973), Schriftsteller und Journalist
- Abdelkarim Khoudri (* 1977), Sprinter
- Najat Badri (* 1988), Fußballspielerin
- Ayman el-Haddaoui (* 2000), Sprinter